# Pelicano-americano
O Pelicano-americano (Pelecanus erythrorhynchos) é uma ave aquática de grande porte do grupo Pelecaniformes encontrada nos Estados Unidos, México e em países da América Central.